# Argo (1884)

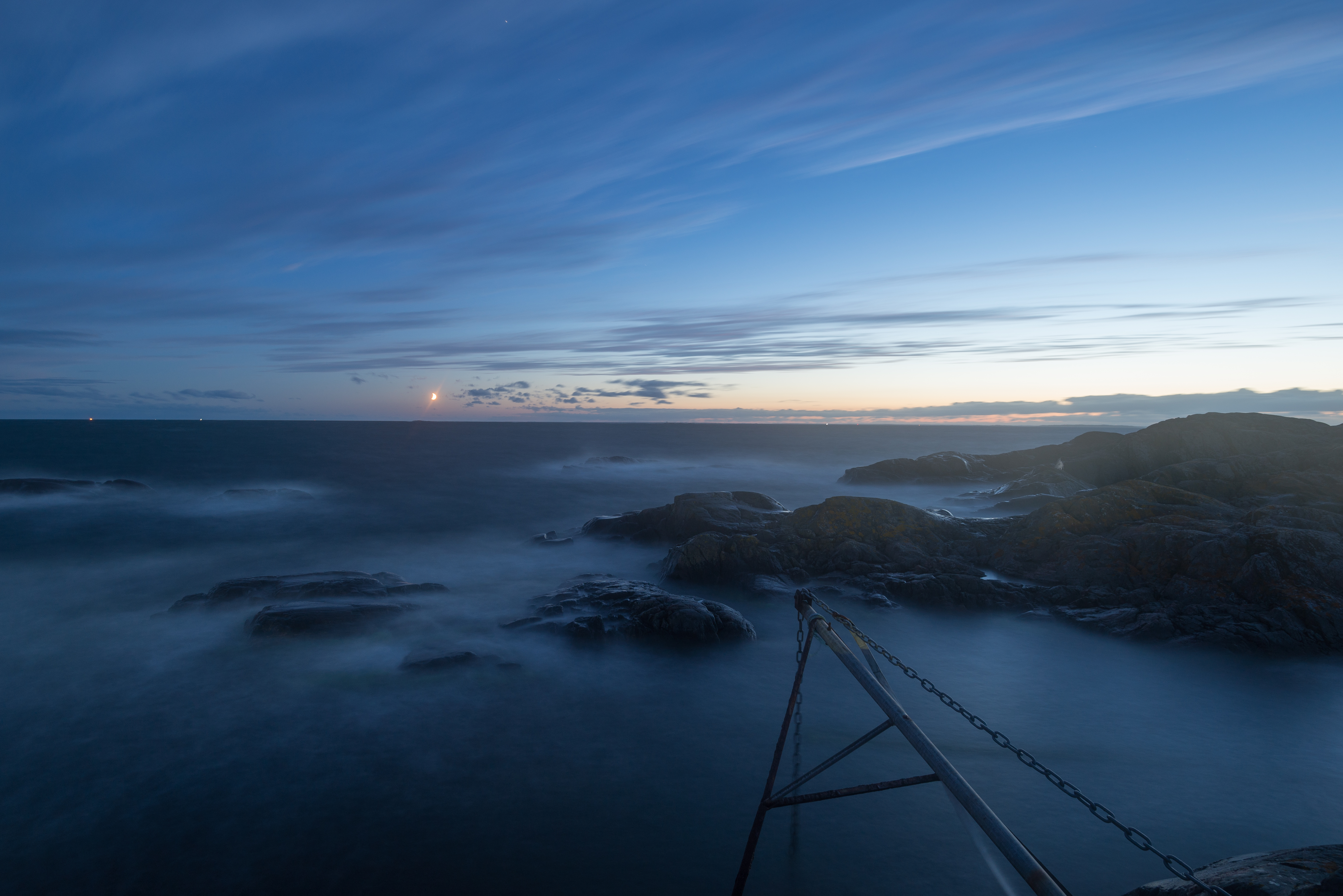
Här i vattnet söder om Öja ligger vraket efter Argo som förliste 1924.

Argo var en tvåmastad motorgaleas som byggdes 1884 i Brixham i England. Hemmahamnen var Bleket.
Fartyget med ett deplacement på 94 ton brutto var byggt av ek. Hon förliste söder om Västerhamn på Landsort vid udden Slångan kl 01.30 den 13 oktober 1924 då hon var på väg från Lysekil mot Islinge vid Stockholm lastat med 140 ton gatsten. 
Orsaken till förlisningen var tät dimma och att mistsignalen från Öja hördes för sent. Befälhavaren visade dessutom oförsiktighet då han helt litade på att den seglade distansen skulle stämma överens med loggen, enligt vilken de skulle befinna sig tolv nautiska mil söder om Öja. Vraket som ligger vid en klippa på 20 meters djup är ett populärt dykmål. Hon har dock plundrats hårt av oseriösa dykare men skeppsklockan finns kvar.
Beträffande fartygets namn så kommer det troligen från det mytologiska skeppet Argo.